# Mistrzostwa Polski w Badmintonie 1972
9. Mistrzostwa Polski w badmintonie odbyły się w dniach 2-3 grudnia 1972 roku w Kołobrzegu.

## Klasyfikacja medalowa
| Konkurencja:            | Złoto:                                                      | Srebro:                                                | Brąz: |
| gra pojedyncza kobiet   | Irena Karolczak (Wrocław)                                   | Bogusława Płonek (Łódź)                                | Lidia Baczyńska (Wrocław) Maria Muszak (Kraków)                                                                   |
| gra pojedyncza mężczyzn | Wiesław Danielski (Wrocław)                                 | Jerzy Szczerbicki (Łódź)                               | Zygmunt Skrzypczyński (Wrocław) Włodzimierz Kacprzak (Łódź)                                                       |
| gra podwójna kobiet     | Lidia Baczyńska (Wrocław) Irena Karolczak (Wrocław)         | Maria Domańska (Kraków) Maria Muszak (Kraków)          | Bożena Rachelska (Poznań) Teresa Złoczewska (Poznań) Małgorzata Izydorczak (Warszawa) Teresa Masłowska (Warszawa) |
| gra podwójna mężczyzn   | Wiesław Danielski (Wrocław) Zygmunt Skrzypczyński (Wrocław) | Feliks Kościelski (Poznań) Mirosław Żyniewicz (Poznań) | Andrzej Dryżałowski (Olsztyn) Lesław Markowicz (Olsztyn) Jerzy Grzywniak (Łódź) Jerzy Szczerbicki (Łódź)          |
| gra mieszana            | Leszek Nowakowski (Warszawa) Hana Snochowska (Warszawa)     | Lucjan Gibas (Gdańsk) Krystyna Malinowska (Gdańsk)     | Mirosław Szymański (Szczecin) Jolanta Proch (Szczecin) Sławomir Włoszczyński (Wrocław) Teresa Łuczak (Wrocław)    |